# Westwijk (stacja metra)
Westwijk – stacja metra w Amsterdamie, a właściwie przystanek szybkiego tramwaju, położona na linii 51 (pomarańczowej). Została otwarta we wrześniu 2004. Znajduje się na terenie miasta Amstelveen. W grudniu 2016 postanowiono przedłużyć linię do Uithoorn.